# Catedral Metropolitana de Nossa Senhora da Conceição

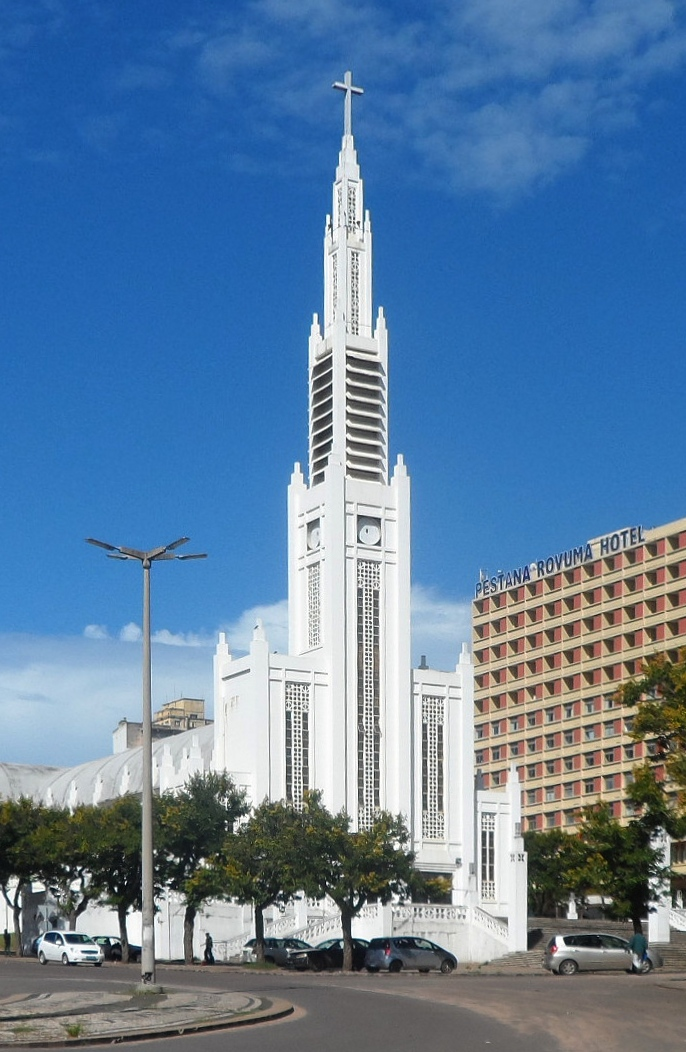
Nossa Senhora da Conceição, katholische Kathedrale von Maputo

Die Catedral Metropolitana de Nossa Senhora da Conceição (Metropolitankathedrale Mariä Empfängnis), oft auch nur „Sé“ oder „Catedral“ genannt, ist eine römisch-katholische Kirche an der Praça da Independência im Stadtteil Central der mosambikanischen Hauptstadt Maputo. Die 1936–1944 errichtete Kirche wurde vom Ingenieur Marcial Simões de Freitas e Costa entworfen. Die Kirche ist Sitz des Erzbistums Maputo.

## Geschichte

### Die Kathedrale als Teil eines monumentalen Platzes
Mit dem stetigen Wachstum der Hafenstadt Lourenço Marques, inzwischen auch Hauptstadt der Kolonie Portugiesisch-Ostafrika (Mosambik), wünschte sich die portugiesische Kolonialregierung und die Stadtverwaltung Mitte der 1920er Jahre mehr gewichtigere Orte und Bauten für die als „modern“ und „progressiv“ empfundene Stadt. Im Entwicklungsplan der Stadt entwarf die Verwaltung 1931 einen monumentalen Platz (Praça Mouzinho de Albuquerque, heute Praça da Independência) mit einem neu zu bauenden Rathaus sowie einer ebenfalls zu errichtenden Kathedrale.
Der Umbau der städtischen Fläche begann 1935, als die Kolonialregierung die Finanzierung für den Platz mit der Statue Mouzinho de Albuquerques sicherstellte und die Stadtverwaltung die Pläne für den Bau einer neuen Kathedrale freigab. Insbesondere finanzielle Engpässe aufgrund der schwierigen wirtschaftlichen Lage des Mutterlandes und ästhetische Diskussionen in der Verwaltung verzögerten die Planungen. Die Finanzierung für die Kathedrale wurde vor allem durch Spenden und städtische Anleihen erreicht. Die Platzanlage wurde bis 1940 errichtet, gleichzeitig in Verbindung mit der Begradigung der Avenida Aguiar (heute Avenida Samora Machel) und der Durchbindung zur Praça 7 de Março (heute Praça 25 de Junho).

### Inspiration in Lissabon und Le Raincy
Den Grundstein für den Bau der Kirche, so ist in einer Inschrift innerhalb des Narthex zu lesen, legte der damalige Bischof von Mosambik und Kap Verde, D. Rafael Maria da Assunção am 28. Juni 1936. Der portugiesische Ingenieur und damaliger Leiter der Eisenbahnen von Lourenço Marques, Marcial Freitas e Costa, entwarf den Kirchenbau pro bono für das Erzbistum von Lourenço Marques. Er orientierte sich mit seinem Entwurf stark an aktuellen Bewegungen der Architektur in Europa im schlichten Stile und verwendete neue Baumaterialien wie Beton und Zement. Er ließ sich an Bauten wie der Notre-dame du Raincy in Le Raincy (1921–1923) von Auguste Perret und der Lissabonner Igreja de Nossa Senhora de Fátima (1934–1938) von Pardal Monteiro inspirieren. Die Schlichtheit und die Wahl neuartige Baustoffe wurde auch mit finanziellen Argumenten begründet.
Während das Rathaus und die Platzanlage traditionalistischen, neo-klassizistischen Architekturstilen folgte, brach Freitas e Costa mit seinem modernen Entwurf. Im Vorhinein war innerhalb der Stadtverwaltung auch der Bau einer klassischen, gotischen Kirche diskutiert, jedoch wegen finanziellen Schwierigkeiten aufgegeben worden. Trotz der Diskussionen verstand die Stadtverwaltung und die Kolonialregierung die Präsentation beider Stile – Traditionalismus und Moderne – an dem Platz nicht als Widerspruch, sondern als „Verbindung von Vergangenheit und Zukunft“ und als „Beweis der zivilisatorischen Mission“ der Kolonialherren.

### Weihe

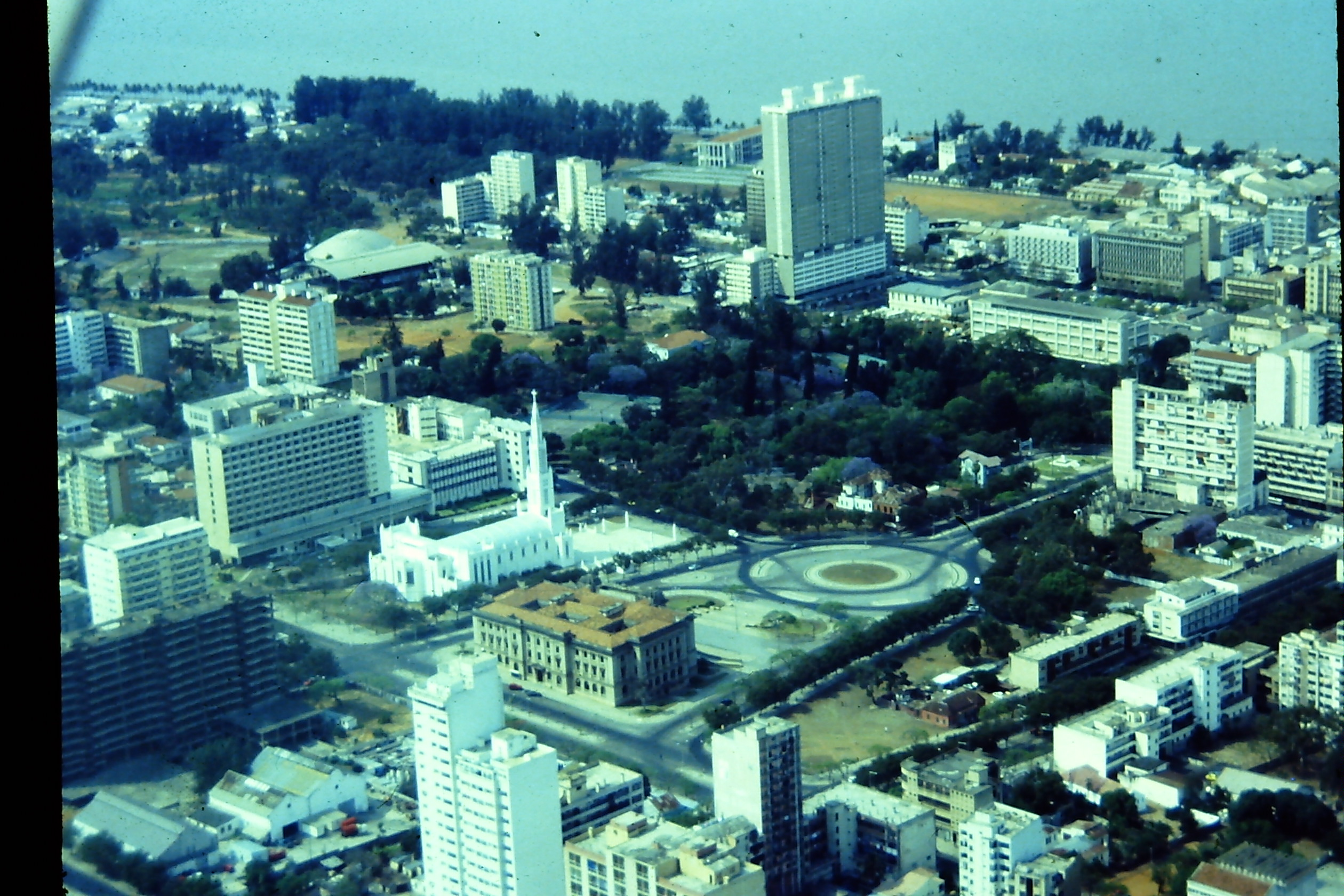
Blick auf die Platzanlage Anfang der 1990er Jahre mit Kathedrale und Rathaus

Die Kirche wurde nach acht Jahren Bauzeit am 15. August 1944 vom Lissabonner Bischof Manuel Gonçalves Cerejeira geweiht, der auf derselben Reise auch die Igreja da Nossa Senhora de Fátima in Namaacha weihte. Das benachbarte Rathaus konnte 1947 fertiggestellt werden. Mit der 1940 errichteten Statue Mouzinho de Albuquerques war damit der Platz vollendet, der im kulturellen Kontext als zeremonieller Ort gesehen wurde und Staat (in Form des Rathauses) und Glaube (in Form der Kathedrale) verband. Der Platz diente in den folgenden Jahren als regelmäßiger Ort staatlich organisierter Märsche und Zeremonien.

### Späterer Verlauf
Mit der Einweihung nahm das Erzbistum von Lourenço Marques und Erzbischof Teodósio Clemente de Gouveia seinen neuen Sitz ein. In den darauffolgenden Jahrzehnten änderte sich relativ wenig an der Kirche und der Platzgestaltung. Erst mit der Unabhängigkeit Mosambiks im Jahr 1975 verlor der benachbarte Platz die koloniale Statue, die Kirche blieb jedoch von den Einflüssen der sozialistischen Frelimo-Partei unberührt.
Seit 2011 befindet sich das Gebäude in der Vorauswahl für eine Denkmalliste der Stadt Maputo. In der portugiesischen Denkmaldatenbank Sistema de Informação para o Património Arquitectónico, das auch Denkmale ehemaliger portugiesischer Kolonien umfasst, ist das Gebäude mit der Nummer 31682 eingetragen.

## Architektonische Beschreibung

### Äußeres
Die Kirche besitzt einen Grundriss in Form eines Lateinischen Kreuzes mit nur einem Schiff. Vor der Kirche selbst befindet sich eine lange und monumentale Treppe, die Fassade des Gebäudes ist symmetrisch angelegt und besitzt eine stufige Ausformung, die zum höchsten Punkt der Kirche, dem 61 Meter hohen Turm führt. An den beiden Seiten ist die Kirche verglast, wobei hohe, massive Strebepfeiler die Glasflächen voneinander trennen und ein Zitat gotischer Kirchenarchitektur darstellen. Der Narthex ist über drei massive, metallene Eingangstore zu erreichen, die mit geometrischen Formen und Kreuzen verziert sind.

### Innenraum

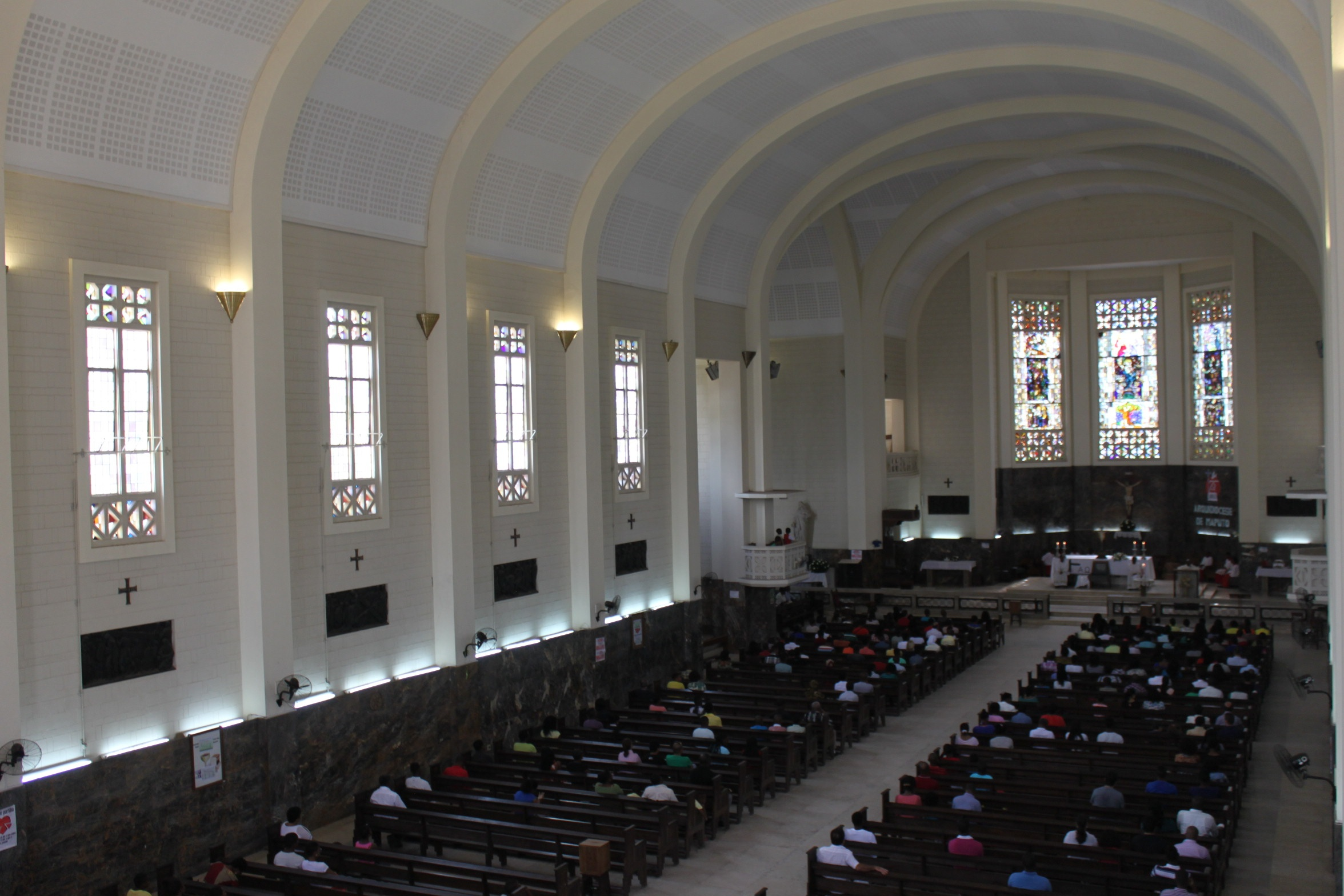
Innenraum der Kathedrale

Der vordere Teil des achtteiligen, 66 Meter langen, 16 Meter hohen und 16 Meter breiten Schiffes wird durch den Narthex ausgefüllt, wo eine Wendeltreppe Zugang zum Turm gewährt, der hintere Teil wird durch kleine Seitenkapellen ausgefüllt. Die Wände und Decken der Kirche sind durch betonierte Stahlträger und -bögen gebildet, die Zwischenräume sind mit Zement verfüllt, die durch Querstreben ein dekorierendes Muster ergeben. Das Dach in Form eines Tonnengewölbes ist betoniert. Der Boden und der untere Teil der Seitenwände sind mit dunklem Granit verkleidet, die dadurch einen starken Kontrast zum sonst weiß gehaltenen Innenraum der Kirche bilden. Zwischen Granitverkleidung und Fenstern befinden sich auf halber Höhe 14 1,80 × 0,80 Meter große Metalltafeln des Kreuzwegs.
Vor dem Lettner befindet sich auf jeder Seite eine Kanzel, die durch die Querschiffe erreichbar sind. Die beiden Querschiffe sind symmetrisch zueinander, in einem Schiff befindet sich ein kleiner steinerner Altar mit einer steinernen Wandfigur. Im anderen Schiff befindet sich ein hölzernes Triptychon. Das Ende des Schiffs bildet eine größere Wandnische, die ebenfalls mit schwarzem Granit verkleidet ist. Über dieser befinden sich drei große Wandfenster.
Die Kunstwerke in der Kirche stammen von den Künstlern Francisco Franco de Sousa, António Lino, José Simões de Almeida d. J. (Herz-Jesu-Statue), Leopoldo de Almeida (Kreuzweg und Bild der heiligen Philomena) und António Maia Ribeiro.